# Sensulinthara
Koning Somdetch Brhat-Anya Chao Sumangala Ayaka Budhisana Raja Sri Sadhana Kanayudha, beter bekend onder de naam Sensulinthara was de regent voor koning Nokkeo Kumman sinds 1571. Hij besloot echter in 1572 om zichzelf tot 19e koning van Lan Xang te benoemen.
Hij was geboren in 1511 in Nong Khai aan de Mekong. Hij was de zoon van een handelaar genaamd Chan. Hij volgde zijn opleiding in Luang Prabang, en hij steeg tot de rang van gouverneur. Onder koning Sai Setthatirat I werd hij bevorderd tot generaal en benoemd tot de regent voor zijn zoon. In 1575 namen de Birmezen hem gevangen. In 1580 installeerden ze hem opnieuw op de troon na de dood van koning Vorawongse I. Hij stierf in Vientiane in 1582 en werd opgevolgd door zijn oudste zoon, koning Nakhon Noi.
Hij had voor zover bekend twee zoons en één dochter:
- Prins (Chao Fa) Negara Nuya (Nakhon Noi). Hij volgde zijn vader op bij diens dood in 1582.
- Prins (Chao Fa) Unga Lo (Pothisarat II). Hij zou in 1623 koning worden.
- Prinses (Chao Fa Nying) naam onbekend, zij trouwde als 4e met koning Sai Setthathirat I.